# Flyball

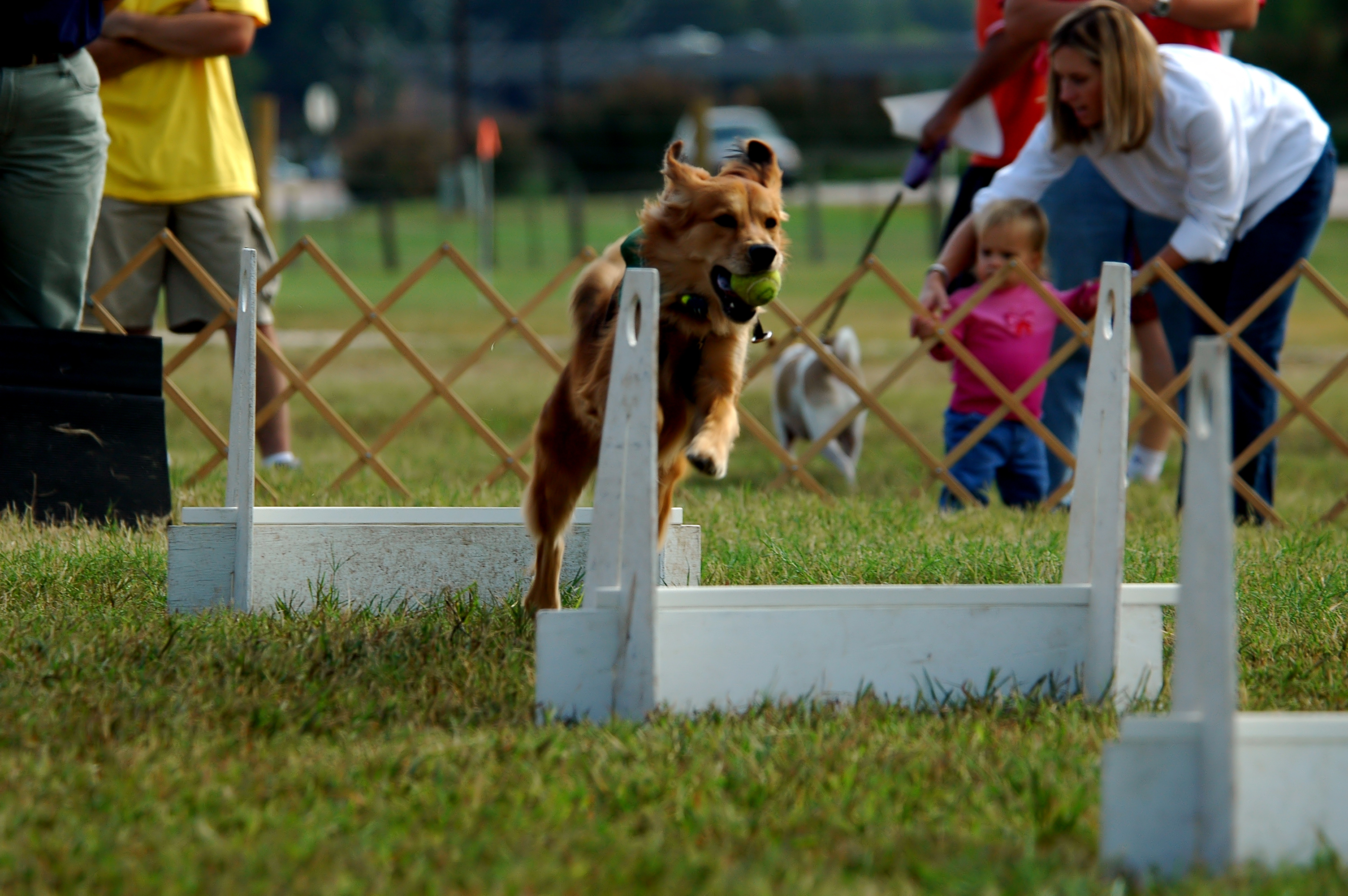
Een golden retriever in volle vaart over de hindernissen

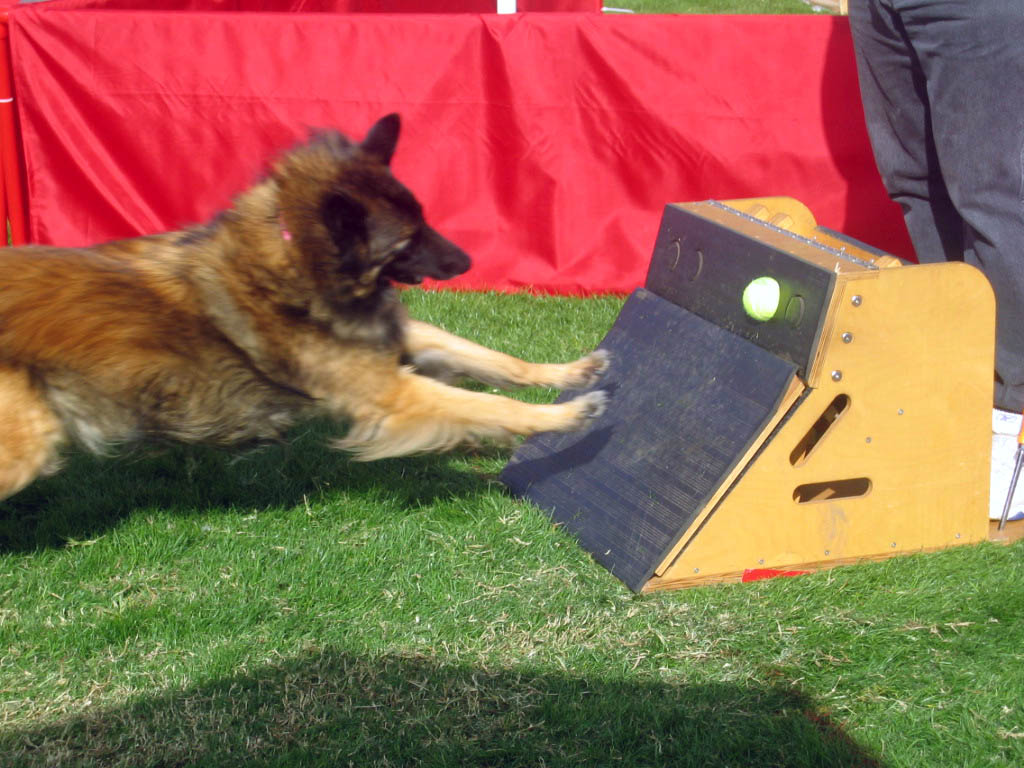
De kist met de tennisbal

Flyball is de enige ploegsport binnen de hondensporten. Het is een estafetterace tussen twee ploegen van vier honden. Elke ploeg heeft nog maximaal twee reservehonden. Een flyballploeg bestaat dus minstens uit vier en hoogstens uit zes honden. In de Nederlandse competitie geldt dat binnen een ploeg slechts twee honden van hetzelfde ras mogen worden ingezet.
De baan van 15,55 m moet heen en terug afgelegd worden. Op de heenweg zonder bal, de bal wordt, bij gebruik van de internationale box, door middel van een swimmersturn uit de box genomen en zo snel mogelijk teruggebracht naar de eigenaar. In Nederland wordt veelal gebruikgemaakt van de Nederlandse bak. Daarbij wordt door de hond door middel van een soort pedaal (de plank) een (tennis-)bal gelanceerd die door de hond gevangen moet worden.
Op de baan staan vier horden op 3,05 m van elkaar geplaatst. Deze horden moeten genomen worden.
Pas als de vorige hond terug over de start- en finishlijn is mag de volgende hond starten. De ploeg die zijn vier honden het eerst foutloos binnen krijgt wint. 
De kleinste hond van de ploeg is wat men noemt 'de hoogtehond'. Die bepaalt de hoogte van de hindernissen. De hoogte van de hindernissen verschilt volgens de plaatselijke reglementen maar is meestal tussen 17,5 cm en 35 cm (7" en 14") opgaand per 2,5 cm (1").
Om er snelheid in te krijgen wordt met vliegende starts gewerkt. Dat kan perfect omdat er met startlichten gewerkt wordt. Op de startlijn staat een set sensoren die registreren wanneer de honden starten en wisselen. Bij een fout gaat er een licht branden en moet de hond die een fout gemaakt heeft opnieuw lopen. Elk team krijgt 1 valse (te vroege) start. Bij een 2e wordt de "heat" verder gelopen. Bijna elke competitie heeft zijn eigen reglementen waardoor vergelijken van prestaties en resultaten bijna onmogelijk is. In de meeste competities wordt het EJS (Electronic Judging System) gebruikt.
De snelste ploegen komen uit de Verenigde Staten en Canada. Er wordt daar vooral in zalen gelopen op matten. Het wereldrecord staat op naam van Touch N Go, 14,18 seconden (2014-04-12). In Amerika zijn er ook verschillende competities waarvan NAFA en U-Fli de belangrijksten zijn. In de U-Fli competitie staan de hindernissen veel lager dan in andere competities en wordt de hoogte van de honden anders gemeten waardoor het vergelijken van records niet mogelijk is. In Europa, waar in de nationale competities vooral in open lucht wordt gelopen, wordt er ook snel gelopen. De Roadrunners Beep Beep, een Belgisch team, hebben de snelste tijd outdoor racing op hun palmares met 14,27 s (FCI Wereldrecord 2-10-2022)
Het gebruik van de Nederlandse bak vraagt vanwege de extra handeling meer tijd. De in een Nederlandse competitie gelopen tijden (in open lucht) liggen dan ook hoger. Het Nederlands record staat sinds 14 oktober 2018 op 19,71 seconden en is gelopen door het team Ready to Rumble van de KC Delft e.o..
In Nederland wordt er ook op de internationale bak gelopen. Het Nederlands record is in handen van Holland Xpress, Xpress Flyballteam, KC Zeeland, Wilhelminadorp met 17,51 s (outdoor 2016-09-25) en 17,60 s (indoor tijdens het FOWC 2022). Dit team uit Zeeland is ook actief in de Belgische competitie.
Jaarlijks wordt er een driedaags Europees toernooi georganiseerd waaraan veel Europese landen deelnemen, het EFC (European Flyball Championship). Het is het grootste evenement ter wereld in deze sport. In 2019 hebben er 135 ploegen aan deelgenomen. Het toernooi is een open toernooi waaraan alle ploegen mogen deelnemen onafhankelijk van waar de ploeg is aangesloten of de competitie waaraan ze deelnemen.

## Oorsprong
Flyball is overgewaaid uit de Verenigde Staten. In 1970 vond Herbert Wagner daar deze vorm van hondensport uit en in 1985 werd de North American Flyball Association (NAFA) opgericht. Flyball werd in 1990 in Nederland geïntroduceerd door Otto Steijn. Het was in Nederland tevens een onderdeel van de hondenshow Natte Neuzen die tussen 1989 en 1996 door de TROS werd uitgezonden.

## Populariteit
Flyball is een goede en leuke sport voor actieve honden die veel beweging nodig hebben en het is ook een sociaal gebeuren voor de hondenbezitters. De snel groeiende populariteit in vele landen is mede te danken aan het feit dat niet alleen rashonden, maar ook kruisingen kunnen deelnemen aan de verschillende competities. Een grote verscheidenheid aan rassen en kruisingen nemen deel aan de competitie van de Belgische Flyball Belge (BFB). 
In Nederland bestaat er een competitie, onder auspiciën van de Raad van Beheer, georganiseerd door Flyballcompetitie.nl. Verschillende Nederlandse ploegen verkiezen de internationale bak en lopen in een Belgische competitie bij de BFB of de KKUSH.
Ook op het allerhoogste Europese en wereldniveau lopen er verschillende rassen mee, zoals de bordercollie, Mechelse herder en whippet, maar ook minder gekende rassen zoals Pyrenese herders, borderterriërs en pumi. Op het hoogste niveau zijn het vooral kruisingen die het mooie weer maken. Bijna elke hond die fysiek geschikt is, kan aan flyball doen. Voor elk niveau is er een divisie waar de honden hun gelijken hebben qua snelheid zodat Jack Russels en Yorkshire Terriërs ook kunnen deelnemen. Het is een spannende en spectaculaire sport, die ook nog eens leuk om zien is.
Flyball heeft zich nu wereldwijd verspreid over vele landen inclusief Australië, Canada, Nieuw-Zeeland en Zuid-Afrika. In Europa in landen als België, Duitsland, Groot-Brittannië, Frankrijk, Finland, Hongarije, Nederland, Oostenrijk, Polen en Tsjechië.